# 1958 no desporto

## Eventos

### Automobilismo
- 15 de junho - No GP da Bélgica, Spa-Francorchamps, a italiana Maria Teresa de Filippis torna-se a primeira mulher a classificar em um grid de corridas de Fórmula 1. Ela largou na 19ª e última posição com um Maserati 250F privado e terminou-a em 10º lugar.[1]
- 24 de agosto - O britânico Stirling Moss vence a primeira edição do GP de Portugal em Fórmula 1, realizado no circuito da Boavista, no Porto.
- 7 de setembro - Com a vitória de Tony Brooks no GP da Itália, Monza, a Vanwall tornava-se Campeã no primeiro campeonato de construtores da Fórmula 1 com uma prova de antecedência.[2][3]
- 19 de outubro - Mike Hawthorn torna-se o primeiro britânico a ser Campeão Mundial de Fórmula 1.[4]

### Futebol
- 8 de junho - Realização da VI Copa do Mundo de Futebol na Suécia.[5]
- 29 de junho - O Brasil vence a Suécia por 5 a 2 e torna-se Campeão do Mundo pela primeira vez. A primeira conquista da Seleção Brasileira foi com a camisa azul.[6][7]
- 3 de agosto - Fundação do Clube Atlético Paulistinha em São Carlos.

## Nascimentos
| Data            | Nome               | Profissão               | Nacionalidade                        | Observações | Ref    |
| --------------- | ------------------ | ----------------------- | ------------------------------------ | ----------- | ------ |
| 7 de janeiro    | Casemiro Mior      | treinador de futebol    | Brasil                               |             |        |
| 7 de janeiro    | Massimo Biasion    | piloto de ralis         | Itália                               |             |        |
| 10 de janeiro   | Eddie Cheever      | piloto de automobilismo | Estados Unidos                       |             |        |
| 13 de janeiro   | Francisco Buyo     | futebolista             | Espanha                              |             |        |
| 15 de janeiro   | Carlos Manuel      | futebolista             | Portugal                             |             |        |
| 10 de fevereiro | Ricardo Gareca     | técnico e ex-jogador    | Argentina                            |             |        |
| 15 de fevereiro | Rabah Madjer       | futebolista             | Argélia                              |             |        |
| 18 de fevereiro | Giovanni Lavaggi   | piloto de automobilismo | Itália                               |             |        |
| 5 de março      | Vladimir Bessonov  | futebolista e treinador | Ucrânia {atual} · União Soviética    |             |        |
| 11 de março     | Eddie Lawson       | motociclista            | Estados Unidos                       |             |        |
| 21 de março     | Marlies Göhr       | atleta, velocista       | Alemanha Oriental                    |             |        |
| 26 de março     | Elio De Angelis    | piloto de Fórmula 1     | Itália                               | m. 1986     | [ 8 ]  |
| 4 de abril      | Christian Danner   | piloto de automobilismo | Alemanha                             |             |        |
| 12 de abril     | Ginka Zagorcheva   | atleta                  | Bulgária                             |             |        |
| 26 de abril     | Johnny Dumfries    | piloto de automobilismo | Escócia                              | m. 2021     | [ 9 ]  |
| 2 de maio       | David O'Leary      | futebolista e treinador | Irlanda                              |             |        |
| 4 de maio       | Antonis Minou      | futebolista             | Grécia                               |             |        |
| 12 de junho     | Maguila            | pugilista               | Brasil                               | m. 2024     | [ 10 ] |
| 15 de junho     | Riccardo Paletti   | piloto de Fórmula 1     | Itália                               | m. 1982     | [ 11 ] |
| 28 de junho     | Sergei Shakhrai    | patinador artístico     | Rússia (atual) · União Soviética     |             |        |
| 29 de junho     | Rosa Mota          | atleta                  | Portugal                             |             |        |
| 30 de junho     | Irina Vorobieva    | patinadora artística    | Rússia                               | m. 2022     | [ 12 ] |
| 11 de julho     | Hugo Sánchez       | futebolista e treinador | México                               |             |        |
| 23 de julho     | Carlos Lisboa      | basquetebolista         | Portugal                             |             |        |
| 24 de julho     | Jim Leighton       | futebolista             | Escócia                              |             |        |
| 25 de julho     | Karlheinz Förster  | futebolista             | Alemanha Ocidental                   |             |        |
| 27 de julho     | Christopher Dean   | patinador artístico     | Reino Unido                          |             |        |
| 4 de agosto     | Greg Foster        | atleta, barreirista     | Estados Unidos                       | m. 2023     | [ 13 ] |
| 26 de agosto    | Zlatko Vujović     | futebolista             | Croácia (atual) · Iugoslávia         |             |        |
| 28 de agosto    | Scott Hamilton     | patinador artístico     | Estados Unidos                       |             |        |
| 29 de agosto    | Juninho Fonseca    | atleta                  | Brasil                               |             |        |
| 2 de setembro   | Olivier Grouillard | piloto de automobilismo | França                               |             |        |
| 14 de setembro  | Robert McCall      | patinador artístico     | Canada                               | m. 1991     | [ 14 ] |
| 16 de setembro  | Neville Southall   | futebolista             | País de Gales                        |             |        |
| 18 de setembro  | John Aldridge      | futebolista             | Irlanda                              |             |        |
| 22 de setembro  | Amadou Dia Ba      | atleta, barreirista     | Senegal                              |             |        |
| 25 de outubro   | Kornelia Ender     | nadadora                | Alemanha (atual) · Alemanha Oriental |             |        |
| 4 de novembro   | Uwe Bewersdorf     | patinador artístico     | Alemanha (atual) · Alemanha Oriental |             |        |
| 16 de novembro  | Roberto Guerrero   | piloto de automobilismo | Colômbia                             |             |        |
| 1 de dezembro   | Alberto Cova       | atleta, fundista        | Itália                               |             |        |
| 2 de dezembro   | Randy Gardner      | patinador artístico     | Estados Unidos                       |             |        |
| 28 de dezembro  | Terry Butcher      | futebolista e treinador | Inglaterra                           |             |        |

## Mortes
| Data        | Nome                | Profissão                                              | Nacionalidade | Observações | Ref |
| ----------- | ------------------- | ------------------------------------------------------ | ------------- | ----------- | --- |
| 17 de março | John Pius Boland    | tenista                                                | Irlanda       | n. 1870     |     |
| 23 de junho | Cândido de Oliveira | jogador e treinador de futebol e jornalista desportivo | Portugal      | n. 1896     |     |
| 3 de agosto | Peter Collins       | automobilista                                          | Reino Unido   | n. 1931     |     |